# Gerold III van Armagnac
Gerold III van Armagnac (overleden in 1160) was van 1110 tot aan zijn dood graaf van Armagnac en van 1119 graaf iure uxoris van Fézensac. Hij behoorde tot het huis Armagnac.

## Levensloop
Gerold III was de zoon van graaf Bernard III van Armagnac en diens echtgenote Alpais, dochter van burggraaf Boso I van Turenne. In 1110 volgde hij zijn vader op als graaf van Armagnac.
In 1119 huwde hij met gravin Anicella van Fézensac, weduwe van graaf Bernard III van Bigorre. Door het huwelijk werd hij graaf van Fézensac. Ze kregen volgende kinderen:
- Bernard IV (1136-1193), graaf van Armagnac
- Mascarosa, huwde met Odo van Lomagne, heer van Firmacon. Zij zijn de origine van het huis Lomagne, de tweede dynastie die het graafschap Armagnac bestuurden.

De dochter van Anicella uit haar eerste huwelijk, Beatrix, was reeds in 1114 overleden, waardoor het huwelijk een definitieve hereniging van de graafschappen Armagnac en Fézensac toeliet, die sinds de 10e eeuw gescheiden waren.
Gerold III stierf in 1160.